# Children of the Night (film 1921)
Children of the Night è un film muto del 1921 diretto da John Francis Dillon. La sceneggiatura di John Montague si basa sull'omonimo racconto di Max Brand, pubblicato su All Story Weekly Magazine dal 22 marzo al 19 aprile 1919.

## Produzione
La lavorazone del film, prodotto dalla Fox Film Corporation, ebbe inizio ai primi di marzo 1921.

## Distribuzione
Il copyright del film, richiesto dalla 26 giugno 1921, fu registrato il Fox Film Corp. con il numero LP16745.

Distribuito dalla Fox Film Corporation e presentato da William Fox, il film uscì nelle sale statunitensi il 26 giugno 1921; in Danimarca, il 22 giugno 1925 con il titolo Nattens brødre.
Non si conoscono copie ancora esistenti della pellicola che viene considerata presumibilmente perduta.